# Ben Heine
Ben Heine (Abidjan, 12 giugno 1983) è un artista belga.

## Biografia
Ben Heine è un artista visivo multidisciplinare e produttore musical belga. Il suo nome è diventato famoso nel 2010 con l’invenzione di una nuova forma artistica chiamata "Pencil Vs Camera". È un talentuoso illustratore e fotografo, con diversi lavori ampiamente considerati nel mondo dell’arte e del design. È anche il creatore di altre espressioni artistiche come il "Digital Circlism" e il "Flesh and Acrylic".
È nato nel 1983 in Costa d’Avorio e attualmente vive e lavora in Belgio. Ben si è laureato in giornalismo ed è un disegnatore, un fotografo e un musicista autodidatta. Le sue creazioni sono apparse in importanti giornali, riviste e libri in tutto il mondo e, dal 2010, i suoi lavori popolano le gallerie d’arte e i musei in Europa, Asia e Russia. Heine ha smesso di realizzare opere d’arte connotate politicamente nel 2009. Nel 2012 è uscito un documentario sul suo lavoro. Ha un figlio e una figlia.
Heine ha iniziato a produrre e a comporre musica nel 2012 e suona la batteria e il pianoforte. Il suo primo album è uscito nel novembre 2015. Nel corso della sua carriera, Heine è diventato ambasciatore di marchi famosi, come Samsung e Mazda.

## Giovinezza e istruzione
Ben è nato nel 1983 ad Abidjan, Costa d’Avorio dove ha passato i primi sette anni della sua vita, con i propri genitori e le sue tre sorelle. La sua famiglia si è trasferita a Bruxelles, in Belgio, nel 1990. Suo padre era un ingegnere commerciale e sua madre era una coreografa e una ballerina di teatro. Heine ha iniziato a disegnare all’età di 11 anni. In quel tempo, il suo interesse era per lo più catturato dall’arte visiva.
Tra il 1988 e il 2006, Heine ha studiato in diverse nazioni, tra cui Costa d’Avorio, Belgio, Regno Unito e Paesi Bassi. Ha frequentato la scuola primaria alla Notre Dame de La Trinité di Bruxelles. In età adolescenziale, ha sperimentato il disegno, la pittura e la scrittura di poesia in musica e l’atletica. Nel 2007, Ben si è laureato in giornalismo, iniziando alla Université Libre de Bruxelles e completando il percorso di studi alla IHECS e alla Utrecht University of Applied Sciences. Ben ha studiato anche storia dell’arte, scultura e pittura all’Hastings College of Arts and Technology e alla Académie Royale des Beaux Arts de Bruxelles. Nel corso della sua formazione accademica, ha imparato a suonare alcuni strumenti musicali, tra cui batteria, djembe e pianoforte. I suoi studi e il suo amore per la comunicazione l’hanno portato ad imparare sei lingue diverse: francese, inglese, olandese, polacco, spagnolo e russo.
Tra il 2007 e la fine del 2009, Heine ha lavorato in diversi settori per sbarcare il lunario, come copywriter in un’agenzia di comunicazione in Belgio e poi come insegnante di lingua in diverse scuole intorno a Bruxelles. Ha lavorato anche come cassiere al supermercato. Nonostante questi lavori, i progetti creativi sono sempre rimasti la priorità di Ben e, infatti, disegnava e dipingeva ogni notte.
Il 2010 è stato un anno importante per Heine, perché ha iniziato a lavorare su opere d’arte delle sue serie più importanti, Pencil Vs Camera e Digital Circlism. Dal 2010 ad oggi, Heine ha esibito i propri lavori nei più importanti musei, fiere d’arte e gallerie d’arte di tutto il mondo. Dal 2011, ha continuato anche a sviluppare il suo stile musicale.

## Arte

### Pencil vs camera

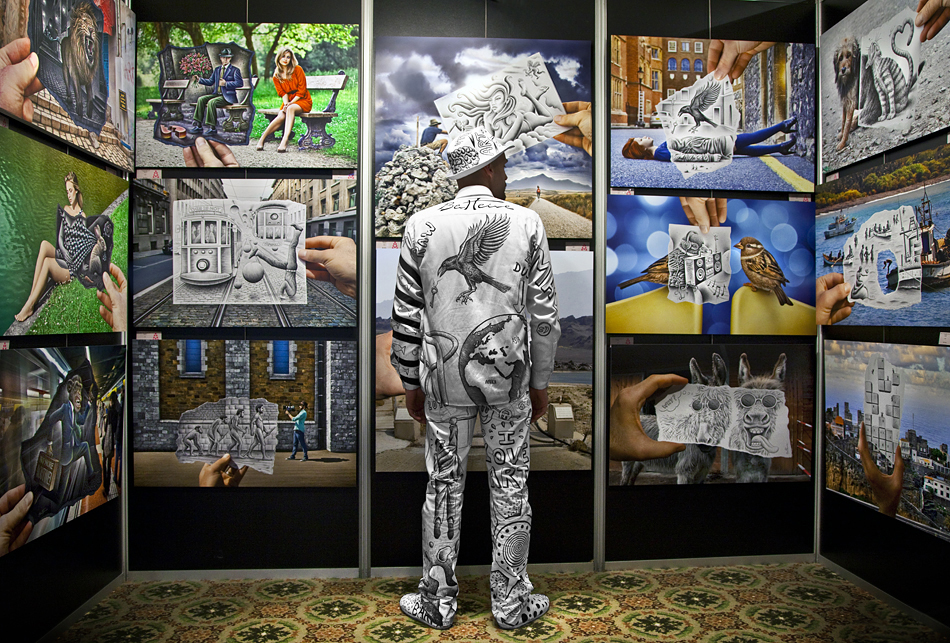
Ben Heine alla Accessible Art Fair di Bruxelles

Le opere d’arte di questa serie presentano solitamente un disegno fatto a mano in 2D tenuto in mano e fotografato dall’artista in un luogo specifico. Fotografia, disegno si uniscono perfondersi in scene ordinarie dalle narrative surreali, visionarie o romanzate. L’inclusione di disegni fatti a matita sopra una porzione di foto originale consente a Heine di aumentare la realtà e di aprire le porte a un mondo immaginario. Heine ha portato alcune innovazioni all’idea nel 2012, aggiungendo colori e carta nera. Tra il 2010 e il 2016, le creazioni di Heine sono state viste da tantissime persone, grazie a mostre e articoli sui media più importanti. Le prime immagini Pencil Vs Camera di Heine sono rapidamente diventate popolari online hanno ricevuto critiche positive da importanti siti d’arte specializzati, nonché esposizione in notiziari e articoli, e hanno consentito all’artista di avere nuove opportunità in tutto il mondo.
Insegnanti di scuola diversi posti nel mondo hanno iniziato ad utilizzare la sua idea per stimolare la creatività dei bambini. Tra le scuole primarie e medie in cui ha luogo l’insegnamento dell’idea del Pencil Vs Camera di Heine citiamo la International School of Beijing, il ColegioMenor in Quito, il Dover College, la Ecole Lamartine, la Ecole de Scorbé-Clairvaux, la Ecole Renaudeau, il Collège La Bruyère Sainte Isabellee altre ancora. Dal 2012, molti altri creatori e artisti hanno fatto ricorso alle innovazioni di Heine per creare varie forme di opere d’arte simili in 3D.

### Flesh and Acrylic

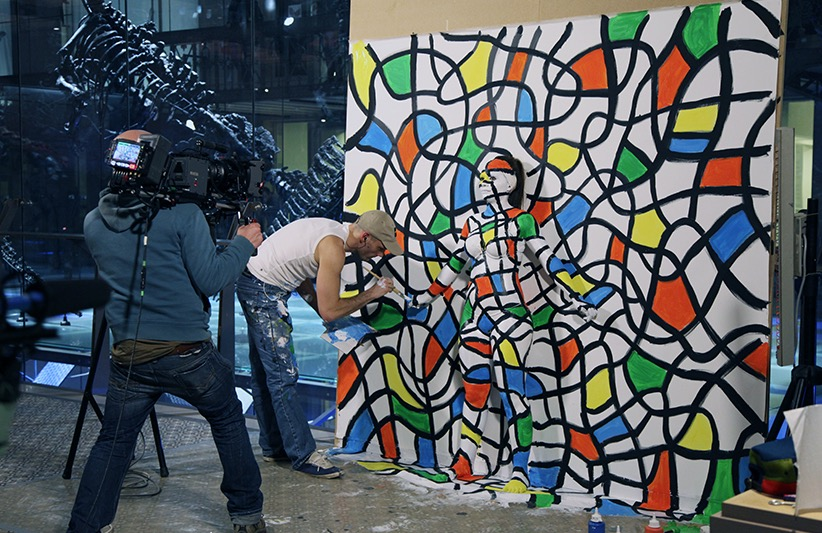
Performance dal vivo di Flesh and Acrylic al Museo di scienze naturali di Bruxelles

Con questa serie, che ha avuto inizio nel 2011, Heine crea delle forme astratte con pittura acrilica su dei grandi pannelli di legno (e su una persona). A lavoro ultimato, è inizialmente difficile dire dove finisce la figura umana e dove inizia la “tela” di sfondo: entrambe si fondono in un'unica surreale visione astratta. La composizione finale viene infine fotografata dall’artista stesso, di modo che possa essere stampata e messa in mostra in seguito. Heine ha realizzato il suo primo progetto “Flesh and Acrylic” con la modella Caroline Madison nel 2011 per un documentario realizzato dal regista italiano Davide Gentile. Tra il 2012 e il 2017, Heine ha realizzato dal vivo diversi Flesh and Acrylic.

### Digital circlism

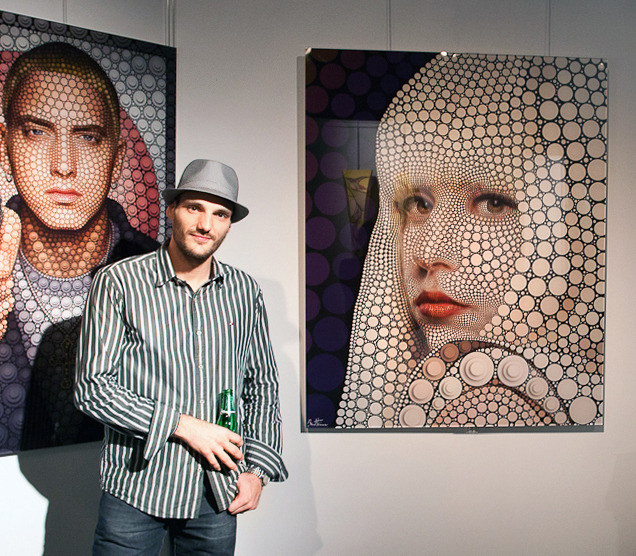
Ben Heine durante una mostra di Digital circlism

Questo è il nome che Heine ha dato a una tecnica creativa completamente nuova che ha sviluppato nel 2010. Si tratta di un mix di Pop Art e Puntinismo. In questo progetto, Heine realizza solitamente ritratti di celebrità e icone culturali con strumenti digitali, utilizzando cerchi su sfondo nero. Ogni cerchio è di un unico colore e di un'unica tonalità.  Trends Hunter, in relazione al Digital Circlism, ha affermato: "Attraverso l’utilizzo di software grafico e di tanta creatività, Ben Heine è in grado di creare visi iconici della storia e della cultura popolare, disegnando cerchi di vari colori e dimensioni. Per conferire un aspetto dinamico e tridimensionale ". L’artista ha affermato che realizza ritratti da 15 anni, ma è da poco tempo che ha iniziato a sviluppare questa tecnica originale. "Di recente ho lavorato con strumenti digitali, quindi mi è venuto piuttosto naturaleessendo io stesso un grande ammiratore della Pop Art e del Puntinismo. Il Digital Circlism è,infatti, un mix moderno di queste correnti".

### Influenze
Heine afferma di essereinfluenzato dal surrealismo belga, dall’espressionismo tedesco, dalla Pop Art americana e dal realismo sociale. Abduzeedo dice di Heine: "Le sue gallerie sono ricche di capolavori e l’artista può spaziare tranquillamente in varie direzioni artistiche, riuscendo in ogni caso a creare opere straordinarie”. Heine ha rilasciato diverse interviste dove afferma i concetti filosofici che stanno dietro alle sue creazioni.

## Musica
Heine ha iniziato a creare musica elettronica, a scrivere canzoni, a cantare e a comporre nel 2011. Ha uno studio di registrazione in Belgio dal 2012. Nel 2013, la canzone di Heine "Fly With You" è stata aggiunta alla raccolta "Mesh 1.0" pubblicata da DMS nel Regno Unito. Dal 2013 al 2014, ha lavorato per migliorare le sue conoscenze di teoria musicale e le sue abilità con il pianoforte. Nel 2014, Heine ha iniziato a collaborare con altri musicisti e cantanti.
Nel 2015, la musica di Heine è stata suonataper la prima volta al Moscow Planetarium, al National Museum of Arkhangelsk e nel 2016 al Tyumen Fine Art Museum in occasione delle sue mostre itineranti in Russia. Il primo album sperimentale di Ben Heine, intitolato "Sound Spiral", è stato pubblicato nel 2015. Nel marzo 2016, le sue canzoni "Warsaw", "I'm a Clown", "Amour" e "It's Just a Play" sono state selezionate da "Wix Music" e suonate all’SXSW music festival.

## Esibizioni passate
- 2017 "Ben Heine Art Jam", Jam Hotel, Brussels, Belgium
- 2017 "Flesh and Acrylic", Art Truc Troc, Bozar Museum, Brussels, Belgium
- 2017 "Pencil Vs Camera", Colorfield Gallery, Brussels, Belgium
- 2016 "Flesh and Acrylic Performances", Ankamall, Ankara, Turkey
- 2016 "Pencil Vs Camera Christmart", Colorfield Gallery, Paris, France
- 2016 "Ben Heine Art", Magic City, Dresden, Germany
- 2016 "Art and Music of Ben Heine", ArtMuza Modern Art Museum, Saint Petersburg, Russia[72][73][74]
- 2016 "Art and Music of Ben Heine", State History Museum, Omsk, Russia[75][76]
- 2016 "Digital Circlism", China Furniture Fair, Shanghai & Guangzhou en Chine[77]
- 2016 "Ben Heine Art and Music ", Fine Art Museum, Tyumen, Russia[69][78][79]
- 2016 "Surréalisme à la Belge", Centre Culturel des Roches, Rochefort, Belgium[80][81]
- 2015 "Ben Heine", National Museum, Arkhangelsk, Russia[82]
- 2015 "The Art & Music of Ben Heine", Moscow Planetarium, Russia[83][84]
- 2015 "From Cocoa to Choco", Harbour City, William Chan Design, Hong Kong[85]
- 2015 "Heine Mazda Car Design", Affordable Art Fair, Brussels, Belgium[86]
- 2015 "Colorful Car Show", Mazda, Namur Les Bains, Namur, Belgium
- 2015 "Festival Dont Vous Etes le Héros", Université de Namur, Belgium[87]
- 2014 "Parallel Universe", DCA Gallery, Brussels, Belgium[88]
- 2014 "On The Draw, an Illustrated Journey", Promotur, Temporary Art Café, Turin, Italy[89]
- 2014 "Pencil Vs Camera", Accessible Art Fair, Cercle de Lorraine, Brussels, Belgium[90]
- 2014 "Museum Night Fever", Natural Science Museum, Brussels, Belgium[91]
- 2014 "An Illustrated Journey in Tenerife", Promotur, Canvas Studios, London, United Kingdom[92]
- 2014 "On The Draw, an Illustrated Journey", Promotur, Mercado San Anton, Madrid, Spain[93]
- 2013 "The Universe of Ben Heine", Hyehwa Art Center, Seoul, South Korea[94]
- 2013 "Pencil Vs Camera", Exhi-B, Event Lounge, Brussels, Belgium[95]
- 2013 "Taste Buds & Pure Street", Culinaria, Tour et Taxis, Brussels, Belgium[96]
- 2013 "Images Photo Club", Foto Museum, Den Haag, The Netherlands
- 2013 "Street Art Exhibition", Pavillon M, Tour de France Photo, Marseille, France[97]
- 2013 "Saint Valentine Magic", Begramoff Gallery, Brussels, France[98]
- 2013 "Wallonie Bienvenue", Ben Heine Studio, Rochefort, Belgium[99]
- 2012 "The Best of Both Worlds", VIP Offices, Brussels, Belgium[100]
- 2012 "Creative Sketching in Lisbon", Samsung Portugal, Lisbon, Portugal[101]
- 2012 "Illusion and Poetry", The Art Movement, The Avenue, Brussels, Belgium[102]
- 2012 "Digital Circlism", Print Art Fest, McCann Erickson, Bucharest, Romania
- 2012 "Creative Pro Show", Aurelia Holiday in, Rome, Italy
- 2012 "Animal's Portraits", The Art Movement, AAF Battersea, London, United Kingdom
- 2012 "Pencil Vs Camera, Digital Circlism", Exhi-B Autoworld, Brussels, Belgium
- 2012 "Imagination Vs Reality", Accessible Art Fair, Conrad Hotel, Brussels, Belgium[103]
- 2012 "Pencil Vs Camera", Photokina, Cologne, Germany
- 2012 "Ben Heine for Louise Nights", MontBlanc, Brussels, Belgium
- 2012 "Art Shop Disco", Exhi-B, L'Arsenal, Brussels, Belgium[104]* 2012 "Ben Heine for MontBlanc", MontBlanc, Amsterdam, The Netherlands
- 2012 "Celebrities Portraits", The Appart Gallery, Affordable Art Fair, Brussels, Belgium
- 2012 "Pencil Vs Camera", Gallery Garden, Affordable Art Fair, Brussels, Belgium[105]
- 2012 "Drawings and Photos", The Art Movement, London Art Fair, London, United Kingdom[106]
- 2012 "Pencil Vs Camera, Flesh and Acrylic", Art Event, Namur Expo, Namur, Belgium[107]
- 2011 "Drawings for Cape Verde", Start Stuff&Art Gallery, Mindelo, Cape Verde
- 2011 "Another World", Radeski Art Gallery, Liège, Belgium[108]
- 2011 "Space and Time", Gallery Garden, The Artistery, Brussels, Belgium[109]
- 2011 "Creative Explorations", The Artistery, Bank Delen, Brussels, Belgium
- 2011 "Flesh and Acrylic", Accessible Art Fair, Conrad Hotel, Brussels, Belgium[110]
- 2011 "Early Drawings", Gallery Garden, The Artistery, Brussels, Belgium
- 2011 "Pencil Vs Camera", The Art Movement, Affordable Art Fair, London, United Kingdom[111]
- 2011 "Digital Circlism and Pencil Vs Camera", Berliner Liste, Berlin, Germany
- 2011 "Pencil Vs Camera", Art London, The Art Movement, London, United Kingdom[112]
- 2011 "Simple Stories - Ben Heine Art", BAAF, Conrad Hotel, Brussels, Belgium
- 2011 "Pencil Vs Camera", The Artistery, Affordable Art Fair, Brussels, Belgium
- 2010 "Music For Life", Red Cross, The Artistery, Ronse, Belgium
- 2010 "Ben Heine World", Ten Weyngaert X-Po 54, The Artistery, Brussels, Belgium
- 2010 "Creative Art series by Ben Heine", Appart Gallery, The Artistery, Brussels, Belgium
- 2010 "Paintings and Pencil Vs Camera", Law Courts of Hosdent, The Artistery, Braives, Belgium
- 2010 "Digital Circlism and Pencil Vs Camera", Art Event, The Artistery, Antwerp, Belgium
- 2010 "Pencil Vs Camera and Digital Circlism", Appart Gallery - The Loft, Brussels, Belgium
- 2010 "Ben Heine Photography", Samsung D'Light, Seoul, South Korea
- 2010 "Pencil Vs Camera", The Next Gallery, Jacksonville, Florida, USA
- 2010 "Eye Catching Sketches", Accessible Art Fair, The Artistery, Conrad Hotel, Brussels, Belgium
- 2010 "Pencil Vs Camera", Le Coach, The Artistery, Brussels, Belgium
- 2006 "Early Paintings - Ben Heine", Les Coulisses Saint Jacques, Brussels, Belgium

## Sponsor e gallerie
Dal 2010 sino al 2013, Ben Heine ha collaborato con Samsung Camera ed è diventato il primo "Imagelogger" che era il titolo di un programma lanciato da Samsung per far testare nuove fotocamere Samsung a fotografi internazionali. Ben ha provato e scattato foto con le ultime fotocamere e obiettivi Samsung NX e diversi obiettivi Galaxy NX. Samsung ha anche parzialmente sponsorizzato il suo progetto con il Samsung Note 10.1 a Lisbonanel 2012 e la sua mostra allo "Hyehwa Art Center" di Seoul nel 2013.
Nel 2014, Heine ha collaborato con Chromaluxe. Nel 2015, Ben Heine ha stretto una collaborazione con Mazda per creare un car design e per prendere parte a differenti eventi. È diventato ambasciatore del marchio Mazda in Belgio; in tale veste, ha viaggiato ad Atlanta e a Barcellona per eventi societari di Mazda.
Nel 2016, tra le gallerie d’arte dove sono esposti i lavori di Heineci sono la Colorfield Gallery in Belgio e Francia, la Expomania in Russia, la The Art Movement nel Regno Unito, la William Chan Design a Hong Kong, la INMD in Corea del Sud, la Mahlstedt Gallery e la iCanvas negli Stati Uniti, la Kare Design in Germania, la DCA Gallery e la Begramoff Gallery in Belgio. Nel 2016, Heine è stato tra gli influencer belgi a partecipare al progetto "OwnTheTwilight" lanciato da Samsung e che prevede scatti fotografici con il Galaxy S7 Edge.